# Rue de la Marne (Paris)
Pour les articles homonymes, voir Rue de la Marne.
La rue de la Marne est une voie située dans le quartier du Pont-de-Flandre du 19e arrondissement de Paris en France.

## Situation et accès
Longue de 70 mètres, elle commence 24, rue de l’Ourcq et 17, rue de Thionville et finit 28, quai de la Marne.
Le quartier est desservi par la ligne 5 à la station Ourcq.

## Origine du nom
Elle est nommée d'après la plus longue rivière française, la Marne, qui parcourt 525 km avant de se jeter dans la Seine légèrement en amont de Paris.

## Historique
Cette voie de l'ancienne commune de La Villette, appelée initialement « rue de Montpensier », prend sa dénomination actuelle par un arrêté du 3 septembre 1849 avant d'être classée dans la voirie parisienne par un décret du 23 mai 1863.